# Скиопарело V (Ливорно)
Скиопарело V је насеље у Италији у округу Ливорно, региону Тоскана.
Према процени из 2011. у насељу је живело 26 становника. Насеље се налази на надморској висини од 24 м.